# Bedanda
Bedanda ist eine Kleinstadt im Südwesten Guinea-Bissaus mit 665 Einwohnern (Stand 2009).
Der Ort ist Sitz des gleichnamigen Sektors mit einer Fläche von 1142 km² und 24.293 Einwohnern (Stand 2009), vornehmlich Balanta mit bedeutenden Minderheiten von Fulbe und Mandinka.
Im Sektor Bedanda liegt die Halbinsel Cubucaré, die einen wesentlichen Teil des Parque Nacional de Cantanhez ausmacht. Der Cantanhez-Nationalpark gilt als letzter weitgehend intakter Urwald in Guinea-Bissau.

## Geschichte
Im Portugiesischen Kolonialkrieg, der in Guinea-Bissau von 1963 bis 1974 dauerte und dort besonders intensiv geführt wurde, war das Gebiet des heutigen Sektors Bedanda mehrmals Schauplatz wechselseitiger Kommandounternehmen und Belagerungen. Besonders bekannt wurde die Ortschaft Guiledje bzw. Guileje, wo ein umkämpfter Stützpunkt der Portugiesischen Streitkräfte bestand und der von der Unabhängigkeitsbewegung PAIGC im Mai 1973 eingenommen werden konnte.
Im März 1974 griff die Unabhängigkeitsbewegung PAIGC auch das stark befestigte portugiesische Militärlager von Bedanda an, zunächst mit einem 24 Stunden andauernden Bombardement von 122-mm-Raketen, anschließend erstmals auch mit schweren Geschützen, die auf Fahrzeugen montiert waren. Die portugiesische Einheit konnte ihre Stellung halten, wenn auch unter Mühen. Dies war das vorletzte Gefecht der portugiesischen Streitkräfte in Portugiesisch-Guinea. Nach der Nelkenrevolution am 25. April 1974 in Portugal beendete die neue Regierung die Kolonialkriege und erkannte die Unabhängigkeit Guinea-Bissaus am 10. September 1974 an.

## Das Museum von Guiledje
Im damaligen Militärlager von Guiledje ist heute das Museu da Independência da Guiné-Bissau eingerichtet, das sich mit dieser Episode beschäftigt und Waffen, Munition, Fotos, Karten und Dokumente zeigt. Ein ehemaliger Widerstandskämpfer führt Besucher durch die Ausstellung, die heute dem Frieden gewidmet ist.

## Gliederung
Die Kleinstadt Bedanda ist Hauptort des gleichnamigen Sektor, der insgesamt 40 Ortschaften auf dem Festland und drei Ortschaften auf der Insel Melo umfasst, überwiegend ländliche Dörfer (Tabancas). Zu den wichtigsten Ortschaften zählen:
- Amdalai (518 Einwohner)
- Bedanda (665 Einwohner)
- Cabedú (Quartel) (857 Einwohner)
- Caboxanque (2168 Einwohner in drei Ortsteilen)
- Cadique Iala (718 Einwohner)
- Cadique Nalú (322 Einwohner) (beide zusammen als Cadique bekannt)
- Cafal Balanta (492 Einwohner)
- Cafine (903 Einwohner)
- Catesse (536 Einwohner)
- Cura (443 Einwohner)
- Darssalame I (701 Einwohner)
- Iemberem (992 Einwohner)
- Incalá (601 Einwohner)
- Sintchã Botche (Guiledje Cruzamento) (730 Einwohner)
- Insel Melo (488 Einwohner in drei Dörfern)